# كسور الأطفال

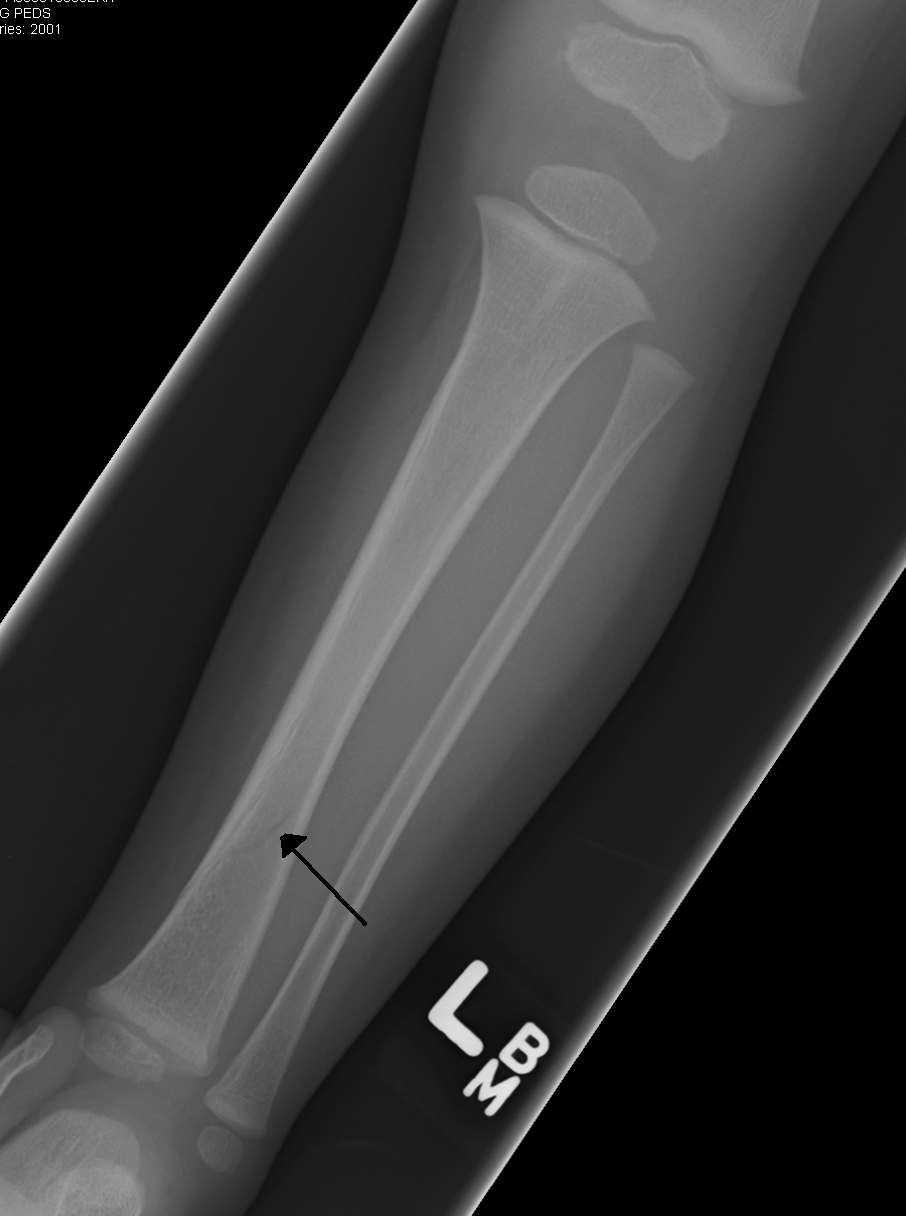

الكسور عند الأطفال الصغار أو كسور عظام الساق اللولبية في مرحلة الطفولة (بالإنجليزية: Toddler's fracture)‏ هَو كسر في الجزء السفلي من عظم القصبة عند الأطفال الصغار (من تسع أشهر إلى ثلاث سنوات) وعند الأطفال الأكبر عمرًا (لكن أقل من ثمان سنوات). 95 % من الكسور تكون في الثلثين السفلى من عظمة القصبة مهما كانت أسباب حدوث كسور عظام الساق اللولبية في مرحلة الأطفال، وتكون غير متحركة ولها نمط لولبي. تحدث الكسور عادةً بسبب التعرض لصدمة خفيفة، وأحيانًا الصدمة تكون بالتفاف لولبي. 

## التشخيص
الأعراض التقليدية لكسور عظم الساق اللولبية هي الألم، رفض الطفل للمشي أو الوقوف، والعرج، تغيّب أعراض الرضوض والتشوه. في الفحص السريري: يوجد حرارة وانتفاخ في الجزء المكسور من العظم، أيضًا يوجد ألم عند ثني القدم للأعلى. التصوير بالأشعة المبدئي غالبًا غير واضح (عبارة عن خط مائل خفيف) وأحيانًا يكون ظاهريًا طبيعي(2)، لكن بعد أسبوع إلى أسبوعين قد يتكون نسيج لين في مكان الكسر، وفي هذه الحالة قد تُقرأ الحالة بشكل خاطئ وتُشخص بحالات أخرى مثل: التهاب العظم والأنسجة المحيطة به، التهاب الزليل العابر، أو حتى بسبب تعنيف وإساءة معاملة الطفل. خلافًا لكسور عظام الساق اللولبية في مرحلة الأطفال، الكسور الناتجة عن اعتداء تكون في الثلثين الأعلى من عظم القصبة، أو في منتصفها. 
هناك أيضًا احتمالية حدوث أكثر من كسر في الأجزاء الأخرى من الساق مثل: العظم النردي، عظم العقب، عظم الشظية(3). في بعض الأحيان التصوير الشعاعي المائل الداخلي وتصوير النويدات المشعة قد يضيف تفاصيل دقيقة أكثر إلى التصوير الشعاعي الأمامي الخلفي والجانبي (4)(5). وفي كل الأحوال يبدأ تطبيق الخطة العلاجية – عند غياب المشكلات الأخرى- دون الحاجة للرجوع إلى التصوير الشعاعي المائل الداخلي وتصوير النويدات المشعة، ولذلك يعتبران غير ذي أهمية في التشخيص عادةً، ولكن في الحالات الغير واضحة أو بدون سبب واضح أو بوجود حرارة تساعد في تأكيد التشخيص(2)(6). في الآونة الأخيرة هناك اقتراحات لاستخدام الأشعة الصوتية كأداة تشخيص(7). 

## آلية المرض
يعتقد أن آلية حدوث الكسر هي بسبب اجهاد القص وثبات العظم في مكانه وذلك بسبب أن السمحاق (غشاء النسيج الضام يغطي جميع العظام) مقارنة بالعظم يعتبر أشد سماكة وقوة عند الأطفال(8). 

## العلاج
جبيرة طويلة لعدة أسابيع(2). 

## التاريخ
دنبار وزملاؤه تعرف على هذه الحالة عام 1964(9). وتم تعريف الكسور عند الأطفال الصغار بكسور عظام الساق اللولبية في مرحلة الأطفال.